# Tulio Díaz
Tulio Díaz Babier (1º giugno 1960) è un ex schermidore cubano, vincitore di una medaglia d'argento nella scherma ai giochi olimpici.

## Biografia
Ha partecipato ai Giochi della XXV Olimpiade di Barcellona nel 1992.

## Palmarès
In carriera ha conseguito i seguenti risultati:
- Giochi Olimpici:

Barcellona 1992: argento nel fioretto a squadre.
- Mondiali di scherma

Sofia 1986: argento nel fioretto individuale.
Budapest 1991: oro nel fioretto a squadre.
- Giochi Panamericani:

Caracas 1983: oro nel fioretto a squadre.
Indianapolis 1987: oro nella spada a squadre ed argento individuale.